# Robert James Carlson

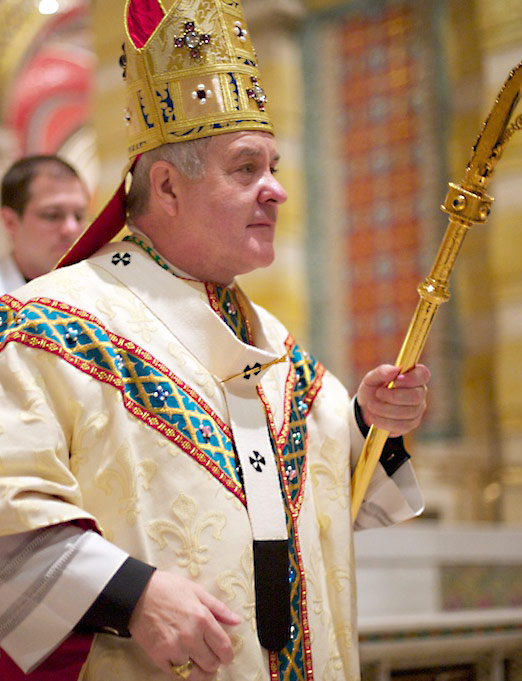
Robert James Carlson (2010)

Wappen von Robert James Carlson

Robert James Carlson (* 30. Juni 1944 in Minneapolis) ist ein US-amerikanischer Geistlicher und emeritierter römisch-katholischer Erzbischof von Saint Louis.

## Leben
Robert James Carlson wurde als Sohn von Robert und Jeanne Carlson, als erstes von fünf Kindern geboren. Nach Robert James wurden vier Mädchen geboren, von welchen zwei schon früh verstarben. In der Schule wurde er von Christian Brothers unterrichtet und spielte American Football. Am Saint Paul’s Seminar in Saint Paul, Minnesota erhielt er seinen Bachelor in Philosophie.
Carlson empfing am 23. Mai 1970 die Priesterweihe für das Erzbistum Saint Paul and Minneapolis.
Papst Johannes Paul II. ernannte ihn am 19. November 1983 zum Weihbischof im Erzbistum Saint Paul and Minneapolis sowie zum Titularbischof von Avioccala. Der Erzbischof von Saint Paul and Minneapolis, John Robert Roach, weihte ihn daraufhin am 11. Januar 1984 zum Bischof; Mitkonsekratoren waren John Francis Kinney, Bischof von Bismarck, sowie der Bischof von Sioux Falls, Paul Vincent Dudley. Am 13. Januar 1994 folgte die Ernennung zum Koadjutor des Bistums Sioux Falls, am 21. März 1995 trat Carlson mit dem Rücktritt Paul Vincent Dudleys dessen Nachfolge als Bischof von Sioux Falls an.
Papst Johannes Paul II. berief ihn am 29. Dezember 2004 zum Bischof von Saginaw; die Inthronisation fand am 24. Februar 2005 statt. Am 21. April 2009 wurde er von Papst Benedikt XVI. zum Erzbischof von Saint Louis ernannt. Die Amtseinführung fand am 10. Juni 2009 statt.
Am 10. Juni 2020 nahm Papst Franziskus das von Robert James Carlson aus Altersgründen vorgebrachte Rücktrittsgesuch an.

## Gesundheitliche Probleme
Carlson litt unter schwerem Krebs und konnte einen G4-Krebs in den 1990er Jahren bekämpfen.
Er verdankt dies sieben Krebs-Behandlungen und nach seinen Angaben einer Wallfahrt zum Altar der Jungfrau Maria nach Fátima.